# Gnathocera maculipennis
Gnathocera maculipennis är en skalbaggsart som beskrevs av Ernst Gustav Kraatz 1898. Gnathocera maculipennis ingår i släktet Gnathocera och familjen Cetoniidae. Inga underarter finns listade i Catalogue of Life.